# Vịnh Phan Rang
Vịnh Phan Rang hay Vũng Phan Rang là vịnh ven bờ biển ở trung tâm tỉnh Ninh Thuận, Việt Nam. Vùng nước của vịnh kéo dài từ Hòn Đỏ (xã Nhơn Hải, huyện Ninh Hải) đến cửa sông Dinh (thành phố Phan Rang – Tháp Chàm) với cửa vịnh rộng khoảng 10 km. Vịnh có độ sâu trung bình 7,5–9,2 m. Đầm Nại nằm ở phía bắc vịnh Phan Rang, thông với vịnh qua cửa biển Ninh Chữ; tại khu vực cửa biển có bến cảng Ninh Chữ của Ban quản lý khai thác cảng cá Ninh Thuận.